# Selenops radiatus
Selenops radiatus es una especie de araña araneomorfa de la familia de los selenópidos.

## Distribución
Esta especie de araña se encuentra en el Mediterráneo, África, India, Birmania y China.

## Subespecies
Se conocen dos subespecies aunque algunos autores no reconocen su validez y las consideran sinónimos:
- Selenops radiatus fuscus Franganillo, 1926
- Selenops radiatus radiatus Latreille, 1819